# Sankt Georgs kyrka, Temerin
Sankt Georgs kyrka (serbisk kyrilliska: Црква Светог Георгија; latinska: Crkva Svetog Georgija; kyrkslaviska: Це́рковь Свѧтого Геѡ́ргїѧ) är en serbisk-ortodox kyrkobyggnad belägen vid Novosadska 142, i staden Temerin i distriktet Södra Bačka i provinsen Vojvodina, i norra Serbien.
Kyrkan är helgad åt den romerske martyren, soldaten och helgonet Sankt Göran och tillhör Bačkas stift.

## Historik
Sankt Georgs kyrka i Temerin byggdes år 1994.

## Bilder

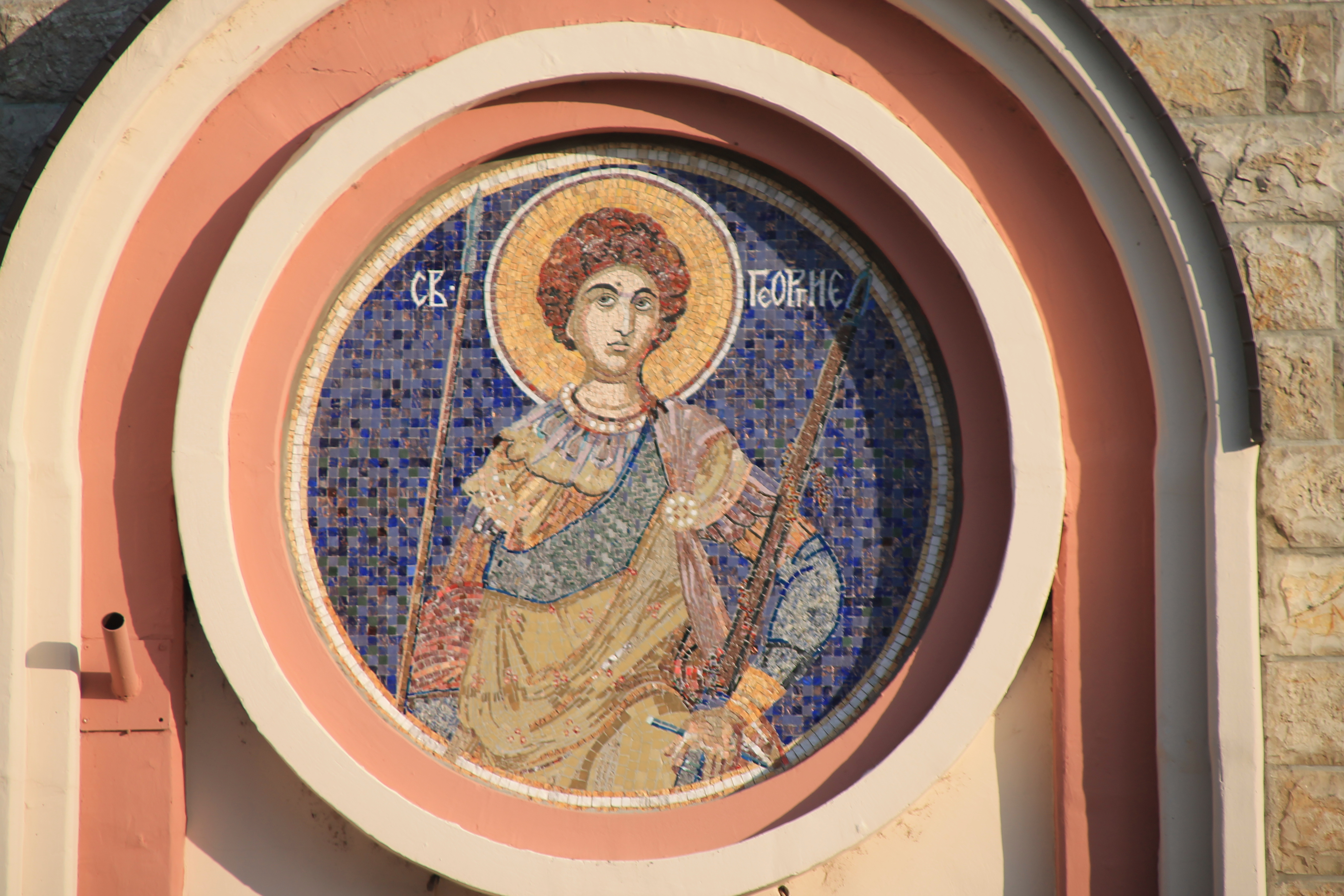
Sankt Göran avbildad ovanför entrén.